# Von Frau zu Frau
Von Frau zu Frau (Originaltitel: Because I Said So) ist eine US-amerikanische Filmkomödie von Michael Lehmann aus dem Jahr 2007.
Der Film feierte am 2. Februar 2007 in den USA seine Premiere; in Deutschland war er erstmals am 2. August 2007 zu sehen.

## Handlung
Die Witwe Daphne Wilder ist Mutter dreier Töchter. Maggie, die älteste, heiratet, ihre Schwester Mae tut es ihr gleich. Einzig Milly, die jüngste der Schwestern, bereitet ihrer Mutter Sorgen, weil Daphne befürchtet, Milly werde nie den richtigen Mann finden und könne unverheiratet bleiben. Daphne gibt deshalb für ihre Tochter ohne deren Wissen eine Kontaktanzeige in einer Singlebörse im Internet auf und trifft sich mit den Kandidaten in einem Restaurant, um deren Eignung als Schwiegersohn in spe zu überprüfen. Sie wählt den Architekten Jason als den am besten geeigneten Partner für ihre Tochter aus. Diese Treffen zwischen Daphne und den jungen Männern werden vom Musiker Johnny beobachtet, der Daphne daraufhin anspricht und sich selbst als Kandidaten für ihre Tochter vorschlägt. Daphne lehnt ab, da sie ihn nicht für geeignet hält. Unbemerkt steckt Johnny eine der am Tisch liegenden geschäftlichen Visitenkarten von Daphnes Tochter Milly ein.
Da Milly eine Catering-Firma betreibt, vereinbaren Daphne und der auserwählte Jason, dass er sie für das Catering zu einer Jubiläumsfeier seiner Firma beauftragt und sich die beiden so „zufällig“ kennenlernen können, ohne dass Milly vom Kupplungsversuch ihrer Mutter erfährt. Jason spricht Milly wie vereinbart auf seiner Feier an, und sie verabreden sich später.
Der Musiker Johnny hat inzwischen über Millys Firmenadresse ebenfalls Kontakt zu ihr aufgenommen. Beide kommen sich schnell näher. Milly kann sich jedoch nicht entscheiden und trifft sich weiterhin mit beiden Männern.
Jason verkündet während der für Daphne organisierten Geburtstagsfeier, dass er Milly seinen Eltern vorstellen möchte. Daphne lernt etwas später Johnnys alleinstehenden Vater Joe kennen, zwischen beiden funkt es und sie treffen sich nun öfter.
Johnny sieht abends auf der Straße, wie Jason sich von Milly mit einem Kuss verabschiedet und beendet daraufhin die Beziehung mit ihr.
Milly wird zufällig Zeugin eines Telefonats von Jasons Mutter, in der diese berichtet, Jason hätte Milly über das Internet kennengelernt. Um die Situation aufzuklären, erzählt Jason ihr, dass er sich mit ihrer Mutter aufgrund einer Kontaktanzeige getroffen hat. Milly kommt zu dem Schluss, dass Jason nicht der richtige Mann für sie ist und bricht ihrerseits die Beziehung mit ihm ab. Zudem will sie auch ihre Mutter zur Rede stellen, erwischt sie jedoch in flagranti mit Johnnys Vater Joe.
Milly trifft nun keinen der beiden Männer mehr und ist auf ihre Mutter wegen der Verkuppelungsversuche dermaßen wütend, dass sie tagelang nicht mehr mit ihr spricht.
Daphne sieht ihren Fehler ein und glaubt zudem, dass sie mit ihrem Urteil über den Musiker Johnny falschlag. Sie überredet den gekränkten Johnny, Milly nochmal eine Chance zu geben. Er sucht sie daraufhin tatsächlich auf und gesteht ihr seine Liebe, woraufhin sich beide küssen.
Schließlich hat nicht nur Milly ihr Glück gefunden, sondern auch ihre Mutter Daphne, die Johnnys Vater Joe heiratet.

## Kritiken
James Berardinelli schrieb auf ReelViews, der Film sei eine „auf Bestellung gefertigte romantische Komödie des Typs B“. Die Anwendung einer Formel sei nicht schlecht, wenn das Drehbuch minimale Intelligenz zeige, die Charaktere ansprechend seien und die Chemie zwischen den Hauptdarstellern stimme – Kriterien, die dieser Film „zum Glück“ erfülle.
Lisa Schwarzbaum schrieb in Entertainment Weekly vom 31. Januar 2007, die „schludrige“ Komödie habe keinen Charme. Die Drehbuchautoren seien von dem Thema des Orgasmus besessen.
Cinema meinte: „Nach ,Was das Herz begehrt‘ und ,Die Familie Stone‘ ist Diane Keaton nun endgültig von Woody Allens stadtneurotischer Muse zur hektisch-hysterischen Kinomutter der US-Nation mutiert. Wie schrieb der San Francisco Chronicle ein wenig respektlos, aber zutreffend: ,Ab einem gewissen Alter begannen Bette Davis und Joan Crawford, Xanthippen und Axt-Mörderinnen zu spielen. Diane Keaton entschied sich für Mutterrollen. Das Ergebnis ist dasselbe: sehr, sehr angsteinflößend.‘ Fazit: Außer Rand und Band: Diane Keaton verausgabt sich in einem turbulenten Krieg der Geschlechter.“
Das Lexikon des internationalen Films urteilte, Von Frau zu Frau sei eine „romantische Komödie ohne sonderlich komisches Potenzial, die viele Klischees reiht und es dabei nicht versteht, den wortreichen Dialogen ihrer Protagonistinnen Esprit zu verleihen.“

## Hintergrund
Der Film wurde in Los Angeles gedreht. Er spielte in den Kinos der USA bis zum 1. April 2007 ca. 42,6 Millionen US-Dollar ein.